# Тун Хон, Иоанн
Иоанн Тун Хон (кит. 湯漢; род. 31 июля 1939, Гонконг) — китайский кардинал. Титулярный епископ Боссы и вспомогательный епископ Гонконга с 16 сентября 1996 по 30 января 2008. Епископ-коадъютор Гонконга с 30 января 2008 по 15 апреля 2009. Епископ Гонконга с 15 апреля 2009 по 1 августа 2017. Апостольский администратор Гонконга с 5 января 2019. Кардинал-священник с титулом церкви Регина Апостолорум с 18 февраля 2012.